# Коростинка
Коро́стинка (устар. Коростенька, Коростынька; бел. Каро́сцінка) — река в Лельчицком районе Гомельской области Белоруссии.
Левый приток реки Уборть в бассейне Припяти. Течёт по лесистой заболоченной местности Гомельского Полесья.

## Описание
Длина реки — 33,8 км.
Исток реки начинается в 2 км на юг от деревни Дубровка. Устье в 3 км на запад от деревни Убортская Рудня.
Населённые пункты на реке: деревня Дубровки, деревня Ветвица. Река на протяжении 21 км вверх от устья канализирована.